# José Latour
José Latour (Havana, 24 de abril de 1940) é um escritor cubano. É conhecido por seus livros policiais, tendo sido chamado de "o rei do noir cubano". Temendo repressão governamental e procurando liberdade de criação, Latour se mudou para o Canadá em 2004.